# Ben Lloyd-Hughes
Benedict Lloyd-Hughes (født 14. april 1988) er en britisk skuespiller. Han er kendt for at portrættere Josh Stock i den britiske serie Skins (2007) og for sin rolle som Will i filmen Divergent (2014). Han spiller tsar Alexander i 2016 BBC-tv-serien War & Peace og Greg i 2020-serien Industry. Lloyd-Hughes sluttede sig til hovedrollen i periodedramaet Sanditon (baseret på Jane Austens ufærdige roman), som Alexander Colbourne for sin anden sæson, der blev sendt i 2022.